# Hufeisenkleeeule
Die Hufeisenkleeeule (Hadula odontites) ist ein Schmetterling (Nachtfalter) aus der Familie der Eulenfalter (Noctuidae). Die Art wurde früher auch als Discestra microdon, Guenée oder Discestra marmorosa, Borkhausen bezeichnet.

## Merkmale

### Falter
Die Flügelspannweite der Falter  beträgt 30 bis 36 Millimeter. Die Vorderflügel variieren in der Färbung und zwar von hellgrau über schwarzgrau bis zu rotbraun. Bei allen Exemplaren heben sich die Ringmakel sehr hell und kreisrund ab, während die dunklen Nierenmakel kaum hervortreten. Die kurzen und breiten Zapfenmakel sind stets schwarz gefärbt und bilden einen Kontrast zum daneben befindlichen hellen Feld. Auffällig ist die weißliche Wellenlinie mit einem markanten W-Zeichen. Charakteristisch sind auch die schwarzen, nach innen gerichteten Pfeilflecke sowie die aufgehellte Postdiskalregion. Die Hinterflügel sind graubraun, wobei die Tönung zum Rand hin dunkler wird.

### Raupe
Die Raupen sind violettgrau gefärbt und durch auffällige breite, gelbe Nebenrückenlinien und Seitenstreifen mit daneben liegenden schwarzen Fleckenreihen gekennzeichnet.

## Geographische Verbreitung und Lebensraum
Die Art ist von der Iberischen Halbinsel durch Mittel- und Südeuropa verbreitet.  Richtung Osten kommt sie bis zur Ukraine vor. Die südliche Verbreitung umfasst den Mittelmeerraum sowie Kleinasien, den Norden Irans, Südrussland und reicht bis zur Mongolei. In den Alpen steigt sie bis auf etwa 3000 Meter Höhe. Die Hufeisenkleeeule ist überwiegend an warmen, kalkhaltigen Hängen sowie auf sonnigen Magerrasenflächen und Steppenheiden anzutreffen.

## Lebensweise
Die Falter sind tag- und dämmerungsaktiv und saugen gerne an verschiedenen Blüten, insbesondere an Thymianarten (Thymus), Dost (Origanum vulgare) und Hornklee (Lotus corniculatus). Gelegentlich erscheinen sie auch an künstlichen Lichtquellen. Die Falter fliegen in zwei Generationen von April bis Juni sowie von Juli bis September. In den höher gelegenen Regionen kommen auch univoltine Stämme vor. Die Raupen ernähren sich in erster Linie von den Blättern des Hufeisenklees  (Hippocrepis comosa).  Am Tage verstecken sie sich unter Steinen.

## Gefährdung
In Deutschland kommt die Hufeisenkleeeule in südlichen und mittleren Landesteilen in unterschiedlicher Anzahl vor und wird auf der Roten Liste gefährdeter Arten in Kategorie 3 (gefährdet) eingestuft.